# Làng ma 10 năm sau
Làng ma 10 năm sau (tên khác: Ma làng 2) là một bộ phim truyền hình được sản xuất bởi Đài Truyền hình Việt Nam và TV Plus, và do NSND Nguyễn Hữu Phần biên kịch kiêm đạo diễn. Phim phát sóng vào lúc 20h35 thứ 5, 6 hàng tuần bắt đầu từ ngày 6 tháng 12 năm 2013 và kết thúc vào ngày 18 tháng 4 năm 2014 trên kênh VTV1.

## Nội dung
Làng ma 10 năm sau lấy bối cảnh ở làng Bâm Dương sau 10 năm kể từ cái kết của Ma làng; với sự chuyển mình về kinh tế và cuộc cạnh tranh làm giàu của lớp trẻ. Sau 10 năm rời bỏ quê hương, Ất (Phùng Hoàng Cường) trở về và chứng kiến sự suy sụp của dòng họ. Vì không thể chen chân vào bộ máy chính quyền địa phương như thời bố mình, Ất tìm cách tạo quan hệ với các cán bộ huyện và bắt đầu gây ra các xáo trộn cho làng quê. Người làng Bâm Dương lúc này liên kết thành lập công ty sản xuất nông sản, nhưng các dự án quy hoạch trên địa bàn cùng khát vọng làm giàu khiến tính toán của mọi người thay đổi.

## Kĩ thuật

### Diễn xuất
- Phùng Hoàng Cường trong vai Ất
- Trần Anh Tuấn trong vai Anh Tâm
- Ngọc Quỳnh trong vai Nghiệp
- NSƯT Kim Oanh trong vai Ló
- NSƯT Trung Hiếu trong vai Lão Dỏ
- NSƯT Đỗ Bạch Diện trong vai Ông Hò
- Thúy An trong vai Lở
- NSƯT Lý Thanh Kha trong vai Cụ Tĩnh
- Tuấn Quang trong vai Anh Thành
- Nguyễn Hậu trong vai Phó công an xã
- Bùi Bá Thiện trong vai Bùi Văn Tố
- Thanh Tú trong vai Hồng Nhung - bà Thiếu
- Đức Hải trong vai Ông Thiếu
- Ngọc Hoa trong vai Bẹo
- NSUT Phạm Anh Tuấn trong vai Nợi
- Việt Dương trong vai Đơm
- Nguyễn Tùng Anh trong vai Hẹn
- Dịu Hương trong vai Mưa
- NSUT Trần Bình Trọng trong vai Lọt
- NSƯT Trần Hạnh trong vai Cụ Lọt - bố Lọt
- Thủy Tiên trong vai Hương
- Thu Hằng trong vai Lập
- Kim Ngân trong vai Thủy
- Minh Tiến trong vai Thừa - con Mưa
- Ánh Tuyết trong vai Thư kí riêng của Tố
- NSUT Bùi Bài Bình trong vai Ma ông Tòng
- NSUT Thanh Duyên trong vai Bà Tòng
- NSUT Quang Lâm trong vai Ông Lường
- NSUT Thanh Thủy trong vai Bà Lường

### Sản xuất
Diễn viên Hồng Sơn thủ vai Lã Văn Dỏ đã gợi ý đạo diễn Nguyễn Hữu Phần thực hiện phần kế tục dựa trên ba chương cuối tiểu thuyết, nhưng khi kịch bản sắp hoàn thành thì nam diễn viên đột ngột qua đời, một số diễn viên đóng thế đã được chỉ định như Quốc Khánh, Quốc Trị, Công Lý... Cuối cùng nhân vật Dỏ được giao lại cho nghệ sĩ Trung Hiếu. Bộ phim đóng máy vào tháng 5 năm 2013, sau thời gian ghi hình 3 tháng và kết thúc hậu kỳ vào tháng 8.
Vì trong nguyên tác có một sự kiện tương tự vụ Đoàn Văn Vươn mặc dù vốn hoàn thành trước khi sự việc thật xảy ra, nên để tránh khi lên phim bị mang tiếng "bắt chước hiện thực", đạo diễn đã bỏ phần kịch bản này. Kịch bản Ma làng 2 từng bị một nhà sản xuất từ chối đầu tư, sau đó TV Plus đã nhận sản xuất bộ phim, tên phim theo đó cũng đổi thành Làng ma - 10 năm sau.

## Liên kết
1. ↑  Hoàng Lê (ngày 1 tháng 12 năm 2013). "Từ Ma làng đến Làng ma". Tuổi Trẻ. Lưu trữ bản gốc ngày 8 tháng 4 năm 2022. Truy cập ngày 18 tháng 2 năm 2023.
2. ↑  TH (ngày 11 tháng 3 năm 2014). "Sự khác biệt của "Làng ma – 10 năm sau" so với "Ma làng"". Báo điện tử VTV. Lưu trữ bản gốc ngày 8 tháng 4 năm 2022. Truy cập ngày 18 tháng 2 năm 2023.
3. ↑  Khánh Linh (ngày 22 tháng 3 năm 2014). "Hé lộ những "bóng ma" trong "Làng ma"". Công an nhân dân. Lưu trữ bản gốc ngày 8 tháng 4 năm 2022. Truy cập ngày 9 tháng 4 năm 2022.
4. ↑  Hương Huyền (ngày 12 tháng 5 năm 2013). ""Làng ma – 10 năm sau" sẽ dữ dội đến đâu?". Báo điện tử VTV. Lưu trữ bản gốc ngày 16 tháng 5 năm 2022. Truy cập ngày 18 tháng 2 năm 2023.
5. ↑  Mạc Vy (ngày 21 tháng 5 năm 2013). "Ngồn ngộn những xót xa trong "Làng ma 10 năm sau"". Phụ nữ thủ đô. Lưu trữ bản gốc ngày 20 tháng 2 năm 2023. Truy cập ngày 18 tháng 2 năm 2023.
6. 1 2  Hà Tùng Long (ngày 27 tháng 3 năm 2013). ""Ma làng" phần 2: Ma cũ nổi hơn ma mới?". Gia đình & Xã hội. Lưu trữ bản gốc ngày 8 tháng 4 năm 2022. Truy cập ngày 18 tháng 2 năm 2023.
7. ↑  ""Ma làng" phần 2 sắp ra mắt khán giả". Báo Yên Bái. VnMedia. ngày 17 tháng 5 năm 2013. Lưu trữ bản gốc ngày 20 tháng 2 năm 2023. Truy cập ngày 18 tháng 2 năm 2023.
8. ↑  Mạc Vy (ngày 4 tháng 7 năm 2013). "Đạo diễn "Ma Làng" bị áp lực khi làm phần 2". VietNamNet. Lưu trữ bản gốc ngày 20 tháng 2 năm 2023. Truy cập ngày 18 tháng 2 năm 2023.
9. ↑  T.N (ngày 15 tháng 5 năm 2013). "'Kịch bản Làng ma ban đầu có chuyện giống vụ Đoàn Văn Vươn' - Giáo dục Việt Nam". Tạp chí điện tử Giáo dục Việt Nam. Lưu trữ bản gốc ngày 20 tháng 2 năm 2023. Truy cập ngày 18 tháng 2 năm 2023.
10. ↑  Phạm Thu Hương (ngày 20 tháng 4 năm 2013). "Hồi hộp chờ "Làng ma mười năm sau"". An ninh Thủ đô. Truy cập ngày 18 tháng 2 năm 2023.
11. ↑  Mi Lan (ngày 9 tháng 7 năm 2013). "Phim "Ma làng 2": Nóng vấn đề nông thôn thời nay". Nhân Dân. Lưu trữ bản gốc ngày 8 tháng 4 năm 2022. Truy cập ngày 18 tháng 2 năm 2023.

| VTV1: Phim truyền hình 20:35 thứ Năm, Sáu (6/12/2013 - 18/4/2014) | VTV1: Phim truyền hình 20:35 thứ Năm, Sáu (6/12/2013 - 18/4/2014) | VTV1: Phim truyền hình 20:35 thứ Năm, Sáu (6/12/2013 - 18/4/2014) |
| ----------------------------------------------------------------- | ----------------------------------------------------------------- | ----------------------------------------------------------------- |
| Chương trình trước                                                | Làng ma - 10 năm sau (6/12/2013 - 18/4/2014)                      | Chương trình kế tiếp                                              |
| Trò đời (9/8- 5/12/2013)                                          | Làng ma - 10 năm sau (6/12/2013 - 18/4/2014)                      | Đường lên Điện Biên (24/4 - 18/7/2014)                            |